# Stowarzyszenie Memoriał
Międzynarodowe Stowarzyszenie Historyczno-Oświatowe, Dobroczynne i Obrony Praw Człowieka „Memoriał” (ros. Международное историко-просветительское, правозащитное и благотворительное общество «Мемориал») – rosyjskie stowarzyszenie powstałe formalnie 26–28 stycznia 1989 roku, zajmujące się badaniami historycznymi i propagowaniem wiedzy o ofiarach represji radzieckich, w tym w okresie stalinowskim, a także ochroną praw człowieka w krajach byłego ZSRR. Organizacja otrzymała pokojową Nagrodę Nobla za 2022 rok.
Przewodniczącym Stowarzyszenia jest Jan Raczinski, a wiceprzewodniczącymi Nikita Pietrow i Konstantin Morozow. Przy Stowarzyszeniu działa muzeum „Sztuka i życie Gułagu” (ros. Музей «Творчество и быт ГУЛАГа»), którego dyrektorem jest Nikita Ochotin. Funkcję koordynatora Komisji Polskiej Stowarzyszenia pełni Aleksandr Gurjanow.

## Działalność
Stowarzyszenie Memoriał ma własne archiwum i bibliotekę, gromadzące dane i literaturę na tematy związane z represjami w czasach ZSRR. Organizuje wystawy i konferencje im poświęcone, wydaje także publikacje książkowe i nieregularne czasopisma. Istotną częścią działalności Memoriału są studia nad polskimi ofiarami represji, w tym zbrodni katyńskiej. W tym celu działa Komisja Polska Stowarzyszenia Memoriał, której koordynatorem jest Aleksandr Gurjanow. Memoriał ściśle współpracuje z Ośrodkiem Karta od 1992 roku tworząc indeks represjonowanych, który jest całościową imienną dokumentacją losów obywateli polskich represjonowanych przez organa władzy sowieckiej w latach 1939–56. Zweryfikowane dane publikowane są w postaci tomów obejmujących ofiary różnych kategorii represji. Do tej pory przygotowano piętnaście tomów.
Drugim kierunkiem prac Memoriału jest monitoring praw człowieka w krajach byłego ZSRR. W praktyce zajmuje się głównie prawami człowieka w Rosji.
Działa głównie na terenie Rosji, ale ma też oddziały w takich państwach jak: Białoruś (koordynatorem białoruskiego oddziału Memoriału jest historyk Ihar Kuzniacou), Ukraina, Kazachstan, Łotwa, Gruzja, Niemcy. W obręb Memoriału wchodzą, częściowo autonomiczne, organizacje lokalne, jak np. organizacja Sowiest’ z Kotłasu, którą kieruje Irina Dubrowina.
Rosyjscy członkowie Komisji Polskiej stowarzyszenia Memoriał są pierwszymi obywatelami byłego Związku Radzieckiego, którzy oficjalnie wyrazili ubolewanie z powodu cierpień doznanych przez obywateli polskich z winy Stalina, a także jako nieliczni obywatele byłego ZSRR przyznali winę Związku Radzieckiego w kontekście zbrodni i zesłań dokonanych na polskich ofiarach w tym kobietach i dzieciach.
W 1994 roku Stowarzyszenie podpisało umowę o współpracy z Ośrodkiem Karta.

## Historia działalności

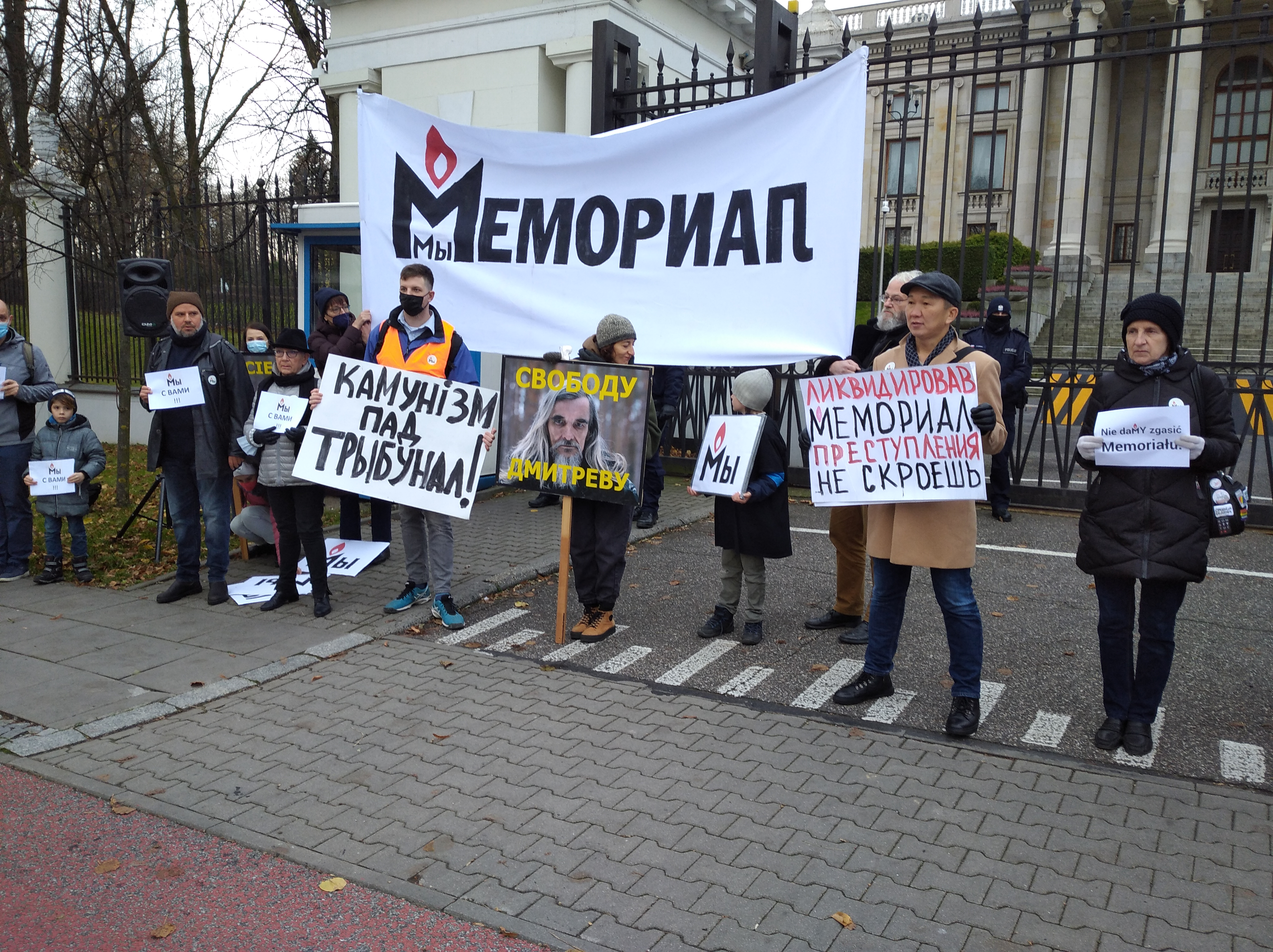
Demonstracja „Nie damy zgasić Memoriału” przed ambasadą Rosji w Warszawie, 21 listopada 2021

Początkiem Memoriału było powstanie w 1987 roku w Moskwie nieformalnej grupy osób chcącej doprowadzić do budowy w Moskwie centrum pamięci ofiar stalinowskich represji, obejmującego muzeum, archiwum i bibliotekę. Początkowo zajmowała się ona głównie organizowaniem ogólnoradzieckiej akcji zbierania podpisów pod petycją do władz, w tym też czasie powstały liczne grupy memorialne w innych miastach ZSRR. W 1988 roku postanowiono rozpocząć własne działania zmierzające do zbierania i archiwizacji dokumentów dotyczących zesłań i uwięzień w ZSRR. Oficjalnie stowarzyszenie Memoriał zarejestrowano w 1989 roku. 29 stycznia 1989 roku odbyła się konferencja założycielska Ogólnokrajowego Stowarzyszenia Historyczno-Oświatowego „Memoriał”. Inicjatorami powołania stowarzyszenia byli m.in. Andriej Sacharow, Jewgienij Jewtuszenko i Andriej Wozniesienski. Od tego roku Memoriał podjął działania monitorujące i nagłaśniające aktualny stan praw człowieka w państwach byłego ZSRR, nasilone zwłaszcza po 1991 roku.
W 2016 roku Memoriał został uznany przez władze i sądy za „organizację pozarządową pełniącą funkcje zagranicznego agenta”.
28 grudnia 2021 roku rosyjski Sąd Najwyższy nakazał likwidację Memoriału, argumentując, że organizacja „spekuluje wokół tematu represji i tworzy fałszywy obraz ZSRR jako terrorystycznego państwa, zniekształca historię Wielkiej wojny ojczyźnianej i rehabilituje nazistowskich zbrodniarzy”. Jeszcze tego samego dnia likwidację Memoriału potępił prezydent Polski Andrzej Duda, oświadczając, że „Polska jest wdzięczna organizacji «Memoriał», która przez lata przyczyniła się do odkrywania prawdy o sowieckich zbrodniach na wielu narodach, w tym na Polakach. «Memoriał» nie bez przyczyny nazywany jest «sumieniem Rosji», a sumienia nie da się ani zdusić, ani zdelegalizować”. 29 grudnia Biuro Praw Człowieka ONZ w Genewie określiło orzeczenie rosyjskiego sądu jako „dalsze osłabienie zmniejszającej się społeczności praw człowieka w Rosji”. Następnie Europejski Trybunał Praw Człowieka zastosował nadzwyczajny środek tymczasowy, nakazując rządowi rosyjskiemu wstrzymanie likwidacji Memoriału. 31 grudnia 2021 roku Unia Europejska, Stany Zjednoczone, Australia, Kanada i Wielka Brytania wydały wspólne oświadczenie krytykujące decyzję rosyjskiego sądu o zamknięciu Memoriału i wzywające Rosję „do przestrzegania międzynarodowych standardów i zobowiązań w zakresie praw człowieka”.
Memoriał został oficjalnie zamknięty i zlikwidowany decyzją sądu 5 kwietnia 2022 roku.

## Wyróżnienia
W 2004 Stowarzyszenie Memoriał otrzymało nagrodę Right Livelihood Award, w 2005 otrzymało tytuł „Organizacja Pozarządowa Roku” 2004 Forum Ekonomicznego, w 2008 Medal Dnia Pamięci Ofiar Zbrodni Katyńskiej od Polskiej Fundacji Katyńskiej, w 2009 Nagrodę Sacharowa, w 2010 Odznakę honorową „Za Zasługi dla Ochrony Praw Człowieka”, a w 2012 nagrodę Kustosza Pamięci Narodowej. Organizacja otrzymała Pokojową Nagrodę Nobla w 2022 roku, razem z Alesiem Bialackim i ukraińskim Centrum Wolności Obywatelskich.